# Sam Neill
Sir Nigel John Dermot "Sam" Neill (nacido el 14 de septiembre de 1947) es un actor neozelandés. Su carrera ha incluido papeles protagónicos tanto en dramas como en superproducciones. Considerado un "galán internacional", es reconocido como uno de los actores más versátiles de su generación.
Nacido en Irlanda del Norte, de madre inglesa y padre neozelandés, Neill se trasladó con su familia a Christchurch en 1954. Alcanzó el reconocimiento por primera vez con su participación en la película Sleeping Dogs (1977), a la que siguieron papeles protagónicos en My Brilliant Career (1979), Omen III: The Final Conflict, Possession (ambas de 1981), Evil Angels (1988), Dead Calm (1989), The Hunt For Red October (1990), The Piano (1993) y In the Mouth of Madness (1994). Alcanzó fama internacional interpretando al Dr. Alan Grant en Jurassic Park (1993), papel que retomó en Jurassic Park III (2001) y Jurassic World Dominion (2022).
Fuera del cine, Neill ha participado en numerosas series de televisión en papeles invitados y recurrentes, incluyendo Reilly, Ace of Spies (1983), The Simpsons (1994), The Tudors (2007), Crusoe (2008–2010), Happy Town (2010), Alcatraz (2012) y Rick and Morty (2019). También protagonizó el papel principal de Merlín en las miniseries Merlín (1998) y Merlin's Apprentice (2006), y dio vida al Mayor Chester Campbell en las dos primeras temporadas de Peaky Blinders (2013–2014). Ha presentado y narrado varios documentales.
Neill ha recibido el Premio AACTA al mejor actor, el Longford Lyell Award, el Premio del Cine Neozelandés y el Premio Logie al actor más destacado. Además, ha sido nominado a tres Globos de Oro y dos Premios Emmy. Ganó también el Logie de Plata al actor más popular en los Logie de 2023.

## Biografía
Nacido en Omagh, condado de Tyrone, Irlanda del Norte (Reino Unido), Sam Neill es el segundo hijo de Dermott Neill (neozelandés de tercera generación) y la británica Priscilla Neill. Su padre fue oficial educado en la Real Academia de Sandhurst. Cuando nació Sam, su padre estaba destinado en Irlanda del Norte, Reino Unido. Sirviendo en los Guardias Irlandeses. Su familia fue propietaria de Neill and Co., la mayor distribuidora de licores de Nueva Zelanda.
Neill regresó a Nueva Zelanda en 1954, donde acudió a clases en el colegio anglicano Christ's College, en Christchurch. Después estudió literatura inglesa en la Universidad de Canterbury, donde tuvo su primer contacto con la interpretación. Mientras estuvo en la Universidad de Canterbury, residió en el College House, donde fue nombrado "Jefe Castigador y Triturador del Crimen". Más tarde se trasladó a Wellington para continuar con carrera la Victoria University of Wellington, donde se graduó como licenciado en Artes y Literatura Inglesa.
Su nombre artístico, Sam, se debe a que en el colegio, él era uno de los dos Nigels que había en su clase, por lo que ambos decidieron que le llamarían Sam, para evitar errores.

## Trayectoria
Después de trabajar en la Compañía de Cine de Nueva Zelanda como actor y director, Neill fue seleccionado como actor principal para la película neozelandesa Sleeping Dogs. Después apareció en el clásico australiano My Brilliant Career (1979), con Judy Davis.
Esta interpretación, hizo que más tarde protagonizase el papel de Damien Thorn en Omen III: The Final Conflict en 1981, una de las secuelas de La profecía. A finales de los años 70, su mentor fue el actor James Mason.
Después de que Roger Moore interpretase su última película de James Bond en 1985, Neill fue considerado para el papel en Alta Tensión. Neill impresionó al equipo en sus pruebas de pantalla y era el favorito del director John Glen. En cualquier caso, Albert R. Broccoli no quedó tan impresionado y el papel recayó en Timothy Dalton. Desde entonces, Neill ha interpretado a héroes y villanos en una sucesión de películas para la gran pantalla y televisión. En Reino Unido, fue bien conocido en los primeros años 80, protagonizando dramas como Ivanhoe y acumulando prestigio al interpretar el papel protagonista en la miniserie Reilly, Ace of Spies.
Neill es conocido por protagonizar y coprotagonizar películas de alto presupuesto, incluyendo Calma total (1989), La caza del Octubre Rojo (1990), Memorias de un hombre invisible (1992), El Piano (1993), En la boca del miedo (1994), Sirenas (1994), Parque Jurásico (1993), Horizonte final (1997), El hombre bicentenario (1999),La luna en directo (2000) y Parque Jurásico III (2001).
La película Cinema of Unease: A Personal Journey by Sam Neill (1995) fue escrita y dirigida por Sam Neill y Judy Rymer. En él narra sus recuerdos personales sobre la historia del cine neozelandés. Le fue propuesto el papel de Elrond en la trilogía de El Señor de los Anillos de Peter Jackson pero declinó, ya que tenía contrato para realizar la película Parque Jurásico III (2001). Participó y narró la serie documental de la BBC titulada Space (2002).
También ha aparecido en Merlín (1998), una película basada en la leyenda del Rey Arturo y la Dama del Lago, interpretando al legendario mago. Repitió papel en la no muy bien recibida secuela, El aprendiz de Merlin (2006).
En series para la televisión ha participado, entre otras, en el drama histórico Los Tudor (primera temporada), interpretando al Cardenal Wolsey. 
Aparece en la serie Happy Town, interpretando a Merritt Grieves, un vendedor de objetos cinematográficos de los años 40.

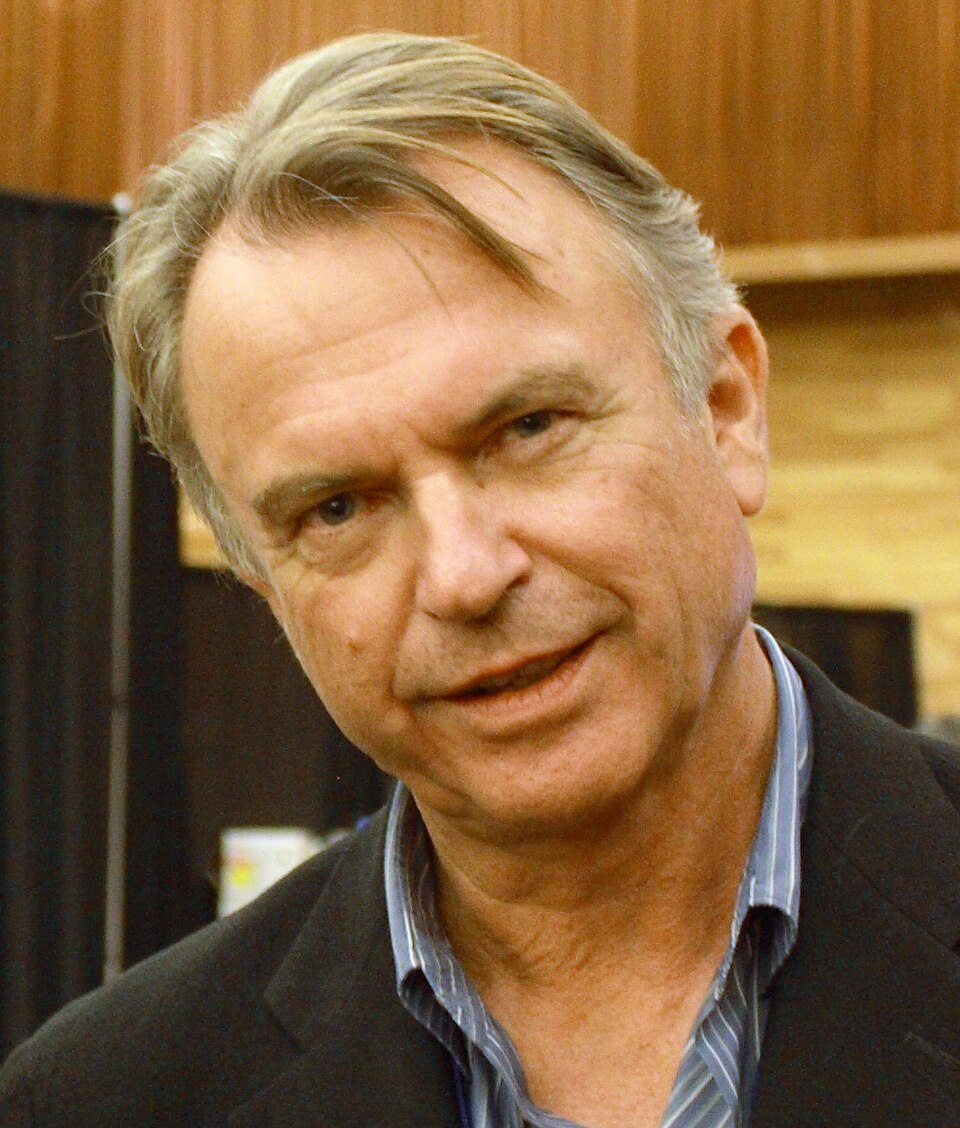
Neill en 2010.

## Nominaciones
Premios Emmy:
- Nominado a Mejor Actor en una Miniserie o Película por: Merlín (1998)

Globos de Oro:
- Nominado a Mejor Interpretación Masculina en una Miniserie o Película para Televisión por: Merlín (1998)
- Nominado a Mejor Interpretación Masculina en una Miniserie o Película para Televisión por: One Against the Wind
- Nominado a Mejor Interpretación Masculina en una Miniserie o Película para Televisión por: Reilly: Ace of Spies (1983)

Palma de Oro en el Festival de Cannes
- Ganador por su trabajo junto a Holly Hunter en la película de Jane Campion El Piano (1993).[7]

## Vida privada
En 1980, Neill conoció a la actriz Lisa Harrow durante el rodaje de Omen III: The Final Conflict (1981), y tienen un hijo en común. Se casó con la maquilladora Noriko Watanabe en 1989 y tuvieron una hija juntos. También adoptó a la hija de Watanabe de su primer matrimonio. Se separó de Watanabe en 2017, y mantuvo una relación con la periodista política australiana Laura Tingle entre 2018 y 2021.
A principios de sus veinte años, Neill tuvo un hijo que fue dado en adopción. Se reencontraron en 1994.
Neill vive en Alexandra, Nueva Zelanda, en la Isla Sur, y es propietario de una bodega llamada Two Paddocks, que incluye un viñedo en Gibbston y dos más cerca de Alexandra, todos ubicados en la región vinícola de Central Otago. Su afición es gestionar Two Paddocks. “Me gustaría que el viñedo me mantuviera, pero me temo que es al revés. No es un negocio muy rentable”, afirmó Neill, “Es un negocio ridículamente costoso en tiempo y dinero. No lo haría si no fuera tan gratificante y divertido, y si no me emborrachara de vez en cuando”. Disfruta compartir sus vivencias en la granja a través de las redes sociales. Suele nombrar a sus animales de granja en honor a colegas de la industria cinematográfica.
Neill apoya al Partido Laborista de Nueva Zelanda y al Partido Laborista Australiano. Es miembro del sindicato Equity New Zealand desde 1979.
En marzo de 2023, Neill reveló que había estado recibiendo quimioterapia desde marzo de 2022 tras ser diagnosticado con linfoma angioinmunoblástico de células T en estadio 3, un tipo de cáncer de sangre, después de notar una inflamación en los ganglios linfáticos durante la promoción de Jurassic World Dominion. Declaró que el cáncer está en remisión, pero que requerirá quimioterapia mensual por el resto de su vida.
Neill aprovechó su año alejado del trabajo durante el tratamiento contra el cáncer para escribir una autobiografía titulada Did I Ever Tell You This?, publicada en marzo de 2023.

## Filmografía

### Cine
| Año  | Título original                                   | Papel                                    |
| ---- | ------------------------------------------------- | ---------------------------------------- |
| 1975 | Landfall                                          | Eric                                     |
| 1975 | Ashes                                             | Sacerdote                                |
| 1977 | Sleeping Dogs                                     | Smith                                    |
| 1979 | Just Out of Reach                                 | Mike                                     |
| 1979 | The Journalist                                    | Rex                                      |
| 1979 | My Brilliant Career                               | Harry Beecham                            |
| 1981 | Omen III: The Final Conflict                      | Damien Thorn                             |
| 1981 | Possession                                        | Mark                                     |
| 1981 | From a Far Country: Pope John Paul II             | Marian                                   |
| 1982 | Attack Force Z                                    | Sargento D. J. (Danny) Costello          |
| 1982 | Enigma                                            | Dimitri Vasilikov                        |
| 1984 | The Blood of Others                               | Bergman                                  |
| 1984 | The Country Girls                                 | Señor Gentleman                          |
| 1985 | Robbery Under Arms                                | Capitán Starlight                        |
| 1985 | Plenty                                            | Lazar                                    |
| 1986 | For Love Alone                                    | James Quick                              |
| 1987 | The Umbrella Woman                                | Neville Gifford                          |
| 1988 | Leap of Faith                                     | Oscar Ogg                                |
| 1988 | Evil Angels                                       | Michael Chamberlain                      |
| 1989 | Dead Calm                                         | John Ingram                              |
| 1989 | La Révolution française                           | Gilbert du Motier, marqués de La Fayette |
| 1990 | The Hunt for Red October                          | Primer oficial Vasily Borodin            |
| 1990 | Shadow of China                                   | Reportero de TV                          |
| 1991 | Death in Brunswick                                | Carl "Cookie" Fitzgerald                 |
| 1991 | Until the End of the World                        | Eugene Fitzpatrick                       |
| 1992 | Memoirs of an Invisible Man                       | David Jenkins                            |
| 1992 | Hostage                                           | John Rennie                              |
| 1993 | The Piano                                         | Alisdair Stewart                         |
| 1993 | Jurassic Park                                     | Dr. Alan Grant                           |
| 1993 | Sirens                                            | Norman Lindsay                           |
| 1994 | Country Life                                      | Dr. Max Askey                            |
| 1994 | The Jungle Book                                   | Coronel Geoffrey Brydon                  |
| 1994 | In the Mouth of Madness                           | John Trent                               |
| 1995 | Cinema of Unease: A Personal Journey by Sam Neill | Narrador                                 |
| 1995 | Restoration                                       | Rey Carlos II                            |
| 1996 | Children of the Revolution                        | Nine                                     |
| 1996 | Victory                                           | Sr. Jones                                |
| 1997 | Event Horizon                                     | Dr. William Weir                         |
| 1997 | Snow White: A Tale of Terror                      | Lord Fredrick Hoffman                    |
| 1998 | The Horse Whisperer                               | Robert MacLean                           |
| 1998 | Sweet Revenge                                     | Henry Bell                               |
| 1999 | Molokai: The Story of Father Damien               | Walter Murray Gibson                     |
| 1999 | Bicentennial Man                                  | 'Sir' Richard Martin                     |
| 2000 | My Mother Frank                                   | Profesor Mortlock                        |
| 2000 | The Dish                                          | Cliff Buxton                             |
| 2000 | The Magic Pudding                                 | Sam Sawnoff (Voz)                        |
| 2001 | Jurassic Park III                                 | Dr. Alan Grant                           |
| 2001 | The Zookeeper                                     | Ludovic                                  |
| 2002 | Dirty Deeds                                       | Ray                                      |
| 2002 | Leunig Animated                                   | Narrador                                 |
| 2003 | Perfect Strangers                                 | El Hombre                                |
| 2004 | Yes                                               | Anthony                                  |
| 2004 | Wimbledon                                         | Dennis Bradbury                          |
| 2005 | Gallipoli                                         | Narrador (Voz)                           |
| 2005 | Little Fish                                       | The Jockey                               |
| 2006 | Irresistible                                      | Craig                                    |
| 2007 | Angel                                             | Théo                                     |
| 2008 | Dean Spanley                                      | Dean Spanley                             |
| 2008 | Skin                                              | Abraham Laing                            |
| 2009 | In Her Skin                                       | Sr. Reid                                 |
| 2009 | Iron Road                                         | Alfred Nichol                            |
| 2009 | Under the Mountain                                | Sr. Jones                                |
| 2009 | Daybreakers                                       | Charles Bromley                          |
| 2010 | Legend of the Guardians: The Owls of Ga'Hoole     | Allomere (Voz)                           |
| 2011 | The Dragon Pearl                                  | Chris Chase                              |
| 2011 | The Hunter                                        | Jack Mindy                               |
| 2012 | The Vow                                           | Bill Thornton                            |
| 2013 | Escape Plan                                       | Dr. Kyrie                                |
| 2013 | The Adventurer: The Curse of the Midas Box        | Otto Luger                               |
| 2014 | United Passions                                   | João Havelange                           |
| 2014 | A Long Way Down                                   | Ministro Crichton                        |
| 2015 | Backtrack                                         | Duncan Stewart                           |
| 2015 | The Daughter                                      | Walter Finch                             |
| 2016 | Hunt for the Wilderpeople                         | Tío Hec                                  |
| 2016 | Tommy's Honour                                    | Alexander Boothby                        |
| 2017 | MindGamers                                        | Kreutz                                   |
| 2017 | Sweet Country                                     | Fred Smith                               |
| 2017 | Thor: Ragnarok                                    | Odin                                     |
| 2018 | The Commuter                                      | Capitán David Hawthorne                  |
| 2018 | Peter Rabbit                                      | Sr. McGregor / Tommy Brock (voz)         |
| 2019 | Palm Beach                                        | Leo                                      |
| 2019 | Blackbird                                         | Paul                                     |
| 2019 | Ride Like a Girl                                  | Paddy Payne                              |
| 2019 | Take Home Pay                                     | Organizador de bodas (voz)               |
| 2020 | Rams                                              | Colin                                    |
| 2021 | Daisy Quokka: World's Scariest Animal             | Frankie Scales (voz)                     |
| 2021 | Peter Rabbit 2: The Runaway                       | Tommy Brock (Voz)                        |
| 2022 | Jurassic World Dominion                           | Dr. Alan Grant                           |
| 2022 | Thor: Love and Thunder                            | Odin                                     |
| 2023 | The Portable Door                                 | Dennis Tanner                            |
| 2023 | Assassin Club                                     | Jonathan Caldwell                        |
| 2023 | Scarygirl                                         | Dr. Maybee                               |
| 2023 | Bring Him to Me                                   | Frank McCarthy                           |
| 2026 | The Last Resort                                   | Padre de Brooke                          |
| 2027 | Godzilla x Kong: Supernova                        | TBA                                      |

### Series
| Año           | Título                                | Papel                         | Notas                                                                                                  | Ref           |
| ------------- | ------------------------------------- | ----------------------------- | --- | ------------- |
| 1979–1980     | The Sullivans                         | Ben Dawson                    | Episodios 519–558                                                                                      |               |
| 1980          | Lucinda Brayford                      | Tony Duff                     | Miniserie de cuatro partes ABC Television, Melbourne, Australia                                        |               |
| 1982          | Ivanhoe                               | Brian de Bois-Guilbert        | Película para televisión                                                                               |               |
| 1983          | Reilly, Ace of Spies                  | Sidney Reilly                 | 12 episodios                                                                                           |               |
| 1985          | Kane & Abel                           | William Lowell Kane           | Miniserie                                                                                              |               |
| 1986          | Strong Medicine                       | Vince Lord                    | Película para televisión                                                                               |               |
| 1987          | Amerika                               | Coronel Andrei Denisov        | Miniserie                                                                                              |               |
| 1991          | Fever                                 | Eliott                        | Película para televisión                                                                               |               |
| 1991          | One Against the Wind                  | Sargento James Liggett        | Película para televisión Nominado – Globo de Oro al Mejor Actor – Miniserie o Película para Televisión |               |
| 1993          | Family Pictures                       | David Eberlin                 | Película para televisión                                                                               |               |
| 1993          | The Rainbow Warrior                   | Alan Galbraith                | Película para televisión                                                                               |               |
| 1994          | The Simpsons                          | Molloy                        | Voz, episodio: "Homer the Vigilante"                                                                   |               |
| 1996          | In Cold Blood                         | Agente Alvin Dewey            | Miniserie                                                                                              |               |
| 1998          | Merlin                                | Merlín                        | Miniserie                                                                                              |               |
| 1998          | The Games                             | CEO de Citytrans              | Episodio: "Transport"                                                                                  |               |
| 2000          | Sally Hemings: An American Scandal    | Thomas Jefferson              | Miniserie                                                                                              |               |
| 2001          | Submerged                             | Charles B. 'Swede' Momsen     | Película para televisión                                                                               |               |
| 2002          | Doctor Zhivago                        | Víctor Komarovsky             | Miniserie                                                                                              |               |
| 2002          | Framed                                | Eddie Meyers                  | Película para televisión                                                                               |               |
| 2004          | Stiff                                 | Lionel Merricks               | Película para televisión                                                                               |               |
| 2004          | Jessica                               | Richard Runche                | Miniserie                                                                                              |               |
| 2005          | The Incredible Journey of Mary Bryant | Gobernador Arthur Phillip     | Miniserie                                                                                              |               |
| 2005          | To the Ends of the Earth              | Sr. Prettiman                 | Miniserie                                                                                              |               |
| 2005          | The Triangle                          | Eric Benerall                 | Miniserie                                                                                              |               |
| 2006          | Merlin's Apprentice                   | Merlín                        | Miniserie                                                                                              |               |
| 2006          | Two Twisted                           | Mick                          | Episodio: "Von Stauffenberg's Stamp"                                                                   |               |
| 2007          | The Tudors                            | Cardenal Thomas Wolsey        | 10 episodios                                                                                           |               |
| 2008–2010     | Crusoe                                | Jeremiah Blackthorn           | 14 episodios                                                                                           |               |
| 2009          | Happy Town                            | Merritt Grieves               | 8 episodios                                                                                            |               |
| 2010          | Rake                                  | Dr. Bruce Chandler            | Episodio: "R v Chandler"                                                                               |               |
| 2011          | Ice                                   | Anthony Kavanagh              | Miniserie                                                                                              |               |
| 2012          | Alcatraz                              | Emerson Hauser                | 13 episodios                                                                                           | [ 26 ]        |
| 2013          | Harry                                 | Jim "Stocks" Stockton         | Miniserie                                                                                              |               |
| 2013–2014     | Peaky Blinders                        | Mayor Chester Campbell        | 12 episodios                                                                                           |               |
| 2014          | Old School                            | Ted Macabe                    | 8 episodios                                                                                            | [ 27 ]        |
| 2014          | House of Hancock                      | Lang Hancock                  | Miniserie                                                                                              | [ 28 ]        |
| 2015          | And Then There Were None              | General John Gordon MacArthur | |               |
| 2016          | Tutankhamun                           | Lord Carnavon                 | Miniserie                                                                                              | [ 29 ]        |
| 2019          | Rick and Morty                        | Líder Monogatron              | Voz, episodio: "The Old Man and the Seat"                                                              | [ 30 ]        |
| 2020          | Flack                                 | Duncan Paulson                | Temporada 2                                                                                            |               |
| 2021          | Invasion                              | Sheriff John Bell Tyson       | Temporada 1, Episodio 1                                                                                | [ 31 ]        |
| 2022–presente | The Twelve                            | Brett Colby SC                | Papel principal: 18 episodios                                                                          | [ 32 ] [ 33 ] |
| 2024          | Apples Never Fall                     | Stan Delaney                  | Miniserie: 7 episodios                                                                                 | [ 34 ]        |
| 2025          | Untamed                               | Paul Souter                   | Miniserie: 6 episodios                                                                                 |               |